# Dariusz Michalczewski

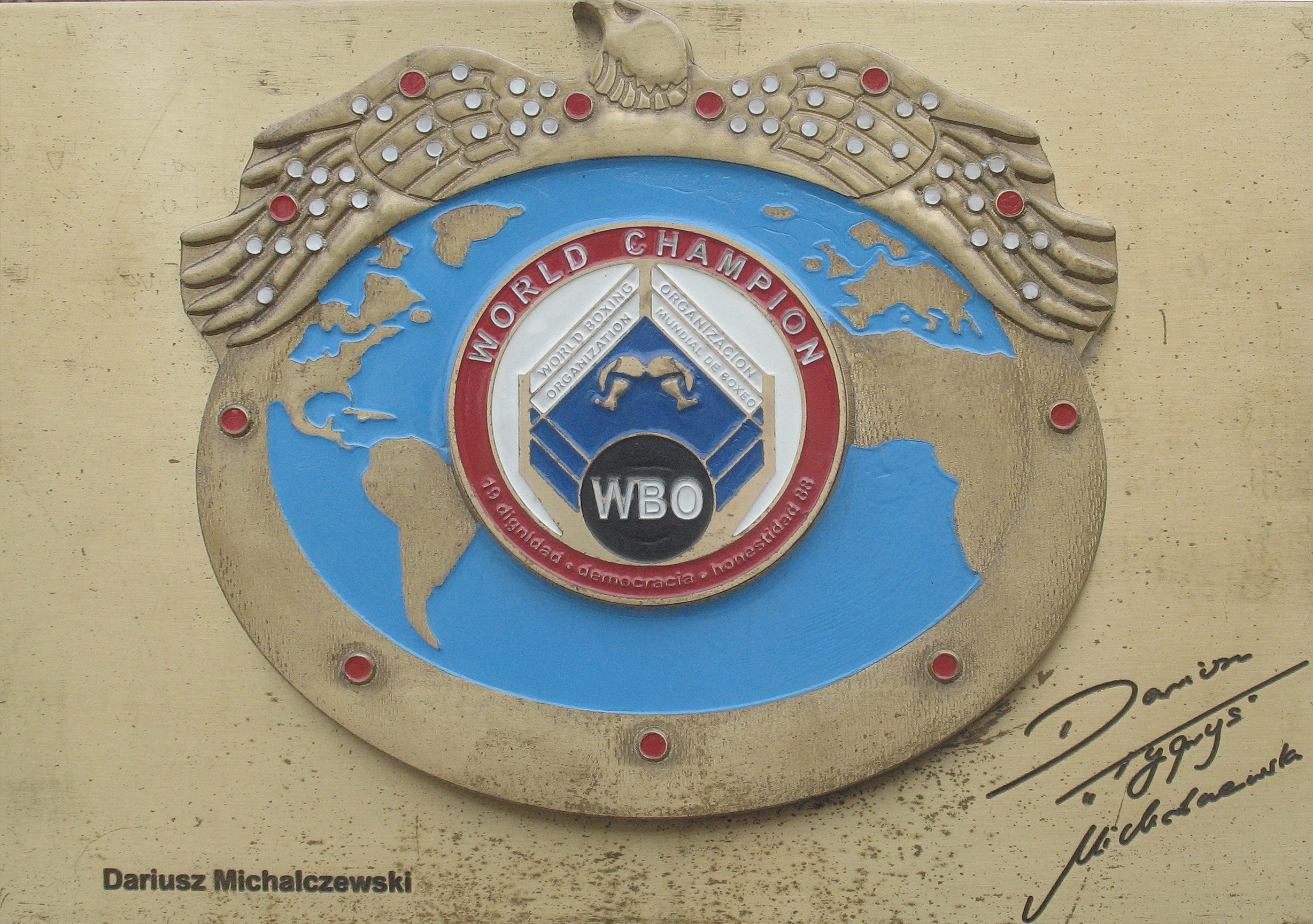
Kopia pasa mistrzowskiego i autograf D. Michalczewskiego w Alei Gwiazd Sportu w Dziwnowie

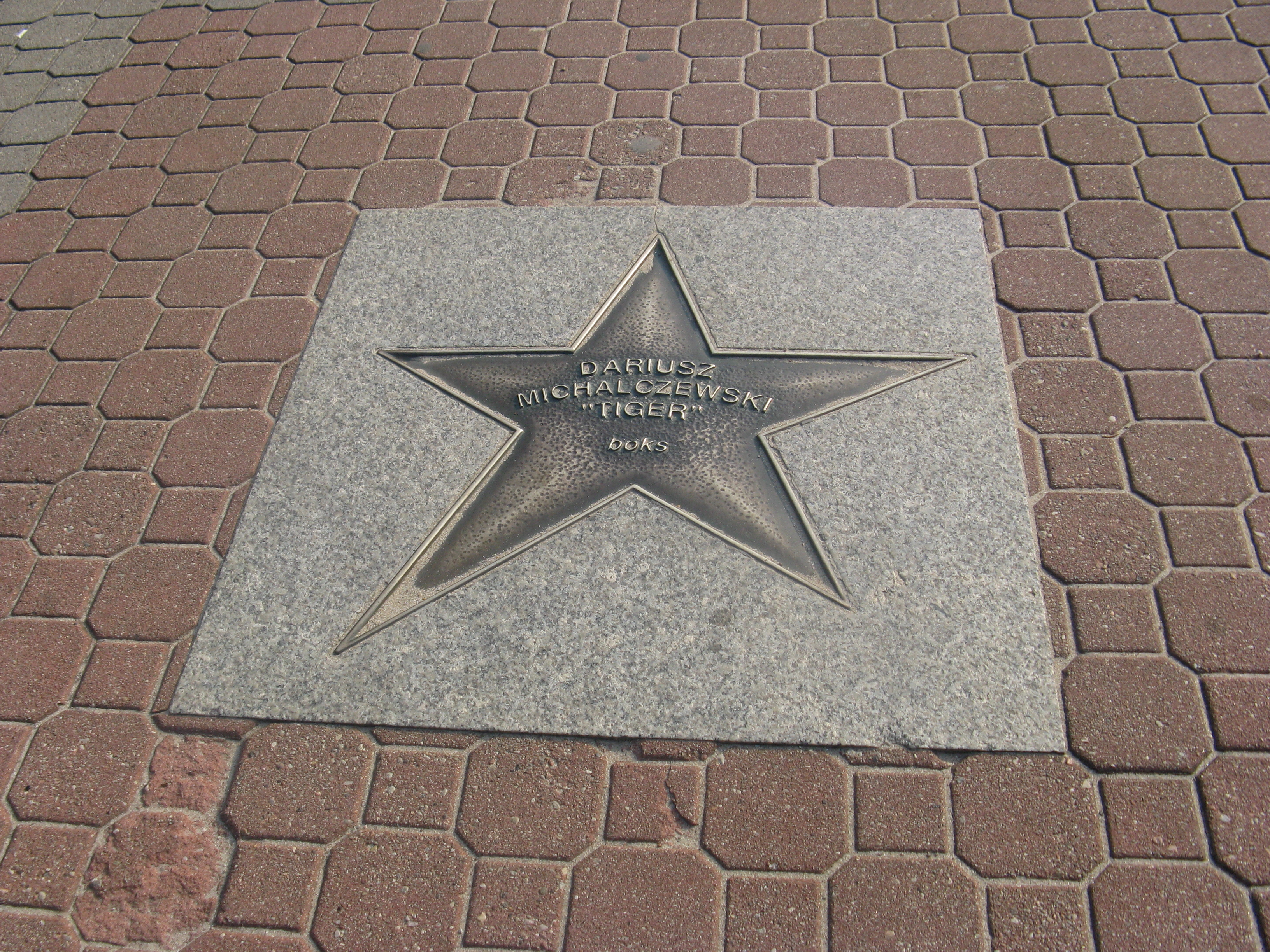
Gwiazda w Alei Gwiazd Sportu we Władysławowie

Dariusz Stanisław Michalczewski, ps. Tiger (ur. 5 maja 1968 w Gdańsku) – polski pięściarz, przedsiębiorca i osobowość medialna.
Były mistrz świata zawodowców federacji WBO, WBA, IBF w kategorii półciężkiej oraz WBO w kategorii junior ciężkiej, mistrz Europy amatorów w kategorii półciężkiej. Był niepokonanym pięściarzem przez 12 lat. W swojej karierze pokonał 22 zawodników o tytuł mistrza świata. W rankingu BoxRec jest największym polskim zawodnikiem wszech czasów, pound for pound. Promotor i menedżer bokserski.

## Życiorys
Jest synem Marii i Bogusława Michalczewskich, księgowej i radiotechnika w Polskich Kolejach Państwowych. Jego ojciec zmarł w 1980, mając 37 lat, wskutek choroby – zdiagnozowano u niego nowotwór węzłów chłonnych. Wychowywał się z młodszym o 11 miesięcy rodzeństwem bliźniaczym, Dagmarą i Tomaszem, w blokowisku na Przymorzu, gdzie mieszkał do 1986.
Będąc uczniem Szkoły Podstawowej nr 78 im. mjr Bronisława Lachowicza w Gdańsku, przez cztery lata śpiewał w szkolnym chórze i zespole wokalnym. Następnie ukończył naukę w szkole zawodowej jako stolarz tapicer.

### Kariera sportowa
W młodości przez kilka miesięcy trenował zapasy i piłkę nożną. Gdy miał 12 lat, wuj Józef Baranowski, trener boksu, zaprowadził go na pierwszy trening bokserski do klubu Stoczniowiec Gdańsk. Jego pierwszym trenerem był Ryszard Broniś. Pierwszą oficjalną walkę rozegrał 1 maja 1983 podczas meczu towarzyskiego Czarni-Stoczniowiec w Słupsku i wygrał ją na punkty.
W 1985 został mistrzem Polski juniorów w wadze półśredniej, a rok później wywalczył złoty medal młodzieżowych mistrzostw Polski w wadze lekkośredniej. W 1986 zdobył brązowy medal na Mistrzostwach Europy Juniorów w Kopenhadze, przegrywając 5:0 walkę z Błagojem Sokołowem. Latem 1986 wyprowadził się z domu rodzinnego i – ze względu na lepsze warunki treningowe – zamieszkał w Słupsku, gdzie w latach 1987–1988 reprezentował klub Czarnych. W 1987 wywalczył tytuł mistrza Polski w gronie seniorów w wadze lekkośredniej.
24 kwietnia 1988 nie powrócił z wyjazdu ekipy bokserskiej do RFN i tam rozpoczął karierę zawodową – za ucieczkę z kraju został dożywotnio zdyskwalifikowany przez Polski Związek Bokserski. W lipcu 1988 otrzymał obywatelstwo niemieckie i kontynuował karierę amatorską w klubie Bayer 04 Leverkusen, gdzie jego trenerem był Fritz Sdunek. Dorywczo pracował także jako dekarz, pracownik siłowy w zakładach produkujących materiały fotograficzne oraz mechanik w warsztacie samochodowym. Pod koniec lat 80. zdobył mistrzostwo Niemiec, a w 1991 w Göteborgu został mistrzem Europy w wadze półciężkiej (81 kg). Amatorsko rozegrał 150 walk, z czego 139 wygrał, w tym 89 przez KO.
| Rok  | Tytuł                                            |
| ---- | ------------------------------------------------ |
| 1985 | Mistrz Polski Juniorów                           |
| 1986 | Mistrz Polski Juniorów                           |
| 1986 | brązowy medal Mistrzostw Europy Juniorów w Danii |
| 1987 | Mistrzostwo Polski Seniorów                      |
| 1991 | Mistrzostwo Europy Seniorów (waga półciężka)     |

W sierpniu 1991 przeszedł na zawodowstwo, podpisując kontrakt menedżerski z Universum Box-Promotion w Hamburgu – jego promotorem został Klaus-Peter Kohl. Na zawodowym ringu zadebiutował 16 września 1991 w Hamburgu, wygrywając z rozpoczynającym karierę Fredericem Porterem (miał wtedy bilans 0-3-1) w drugiej rundzie przez TKO. Wkrótce jego trenerem został Eckhard Dagge, trenował go również Chuck Talhami. 13 maja 1992 pokonał Alego Saidi przez techniczny nokaut w 10. rundzie, zdobywając tytuł międzynarodowego mistrza Niemiec w wadze półciężkiej. 22 maja 1993 wywalczył tytuł interkontynentalnego mistrza IBF w kat. półciężkiej po zwycięstwie przez TKO w ósmej rundzie nad Noele Magee. 10 września 1994 zdobył mistrzostwo świata WBO w kat. półciężkiej, wygrywając w Hamburgu na punkty z Leonzerem Barberem, a 17 grudnia zdobył mistrzostwo świata WBO w kat. junior ciężkiej, wygrywając w Hamburgu przez KO w 10. rundzie z Nestorem Giovanninim. 13 czerwca 1997 w Oberhausen pokonał Virgila Hilla i zdobył dodatkowo mistrzowskie pasy organizacji WBA i IBF w kat. półciężkiej. Jako pierwszy bokser w historii zunifikował pasy mistrzowskie organizacji WBA, IBF i WBO. Został wybrany najlepszym bokserem 1997 w plebiscycie czytelników magazynu „Box-Sport”, uhonorowano go także tytułem „World Boxer of the Year”, a w 1998 uzyskał tytuł „sportowca roku w Europie”.
14 września 2002 po raz pierwszy na zawodowym ringu stoczył pojedynek w polskich barwach, a przed spotkaniem odegrano polski hymn. Tego dnia obronił w Brunszwiku po raz 22 tytuł bokserskiego mistrza świata w wadze półciężkiej organizacji WBO, pokonując przez TKO w 10. rundzie Jamajczyka Richarda Halla. W 2002 federacja WBO ogłosiła Michalczewskiego „czempionem wszech czasów”, a jego walkę z Richardem Hallem uznała za najlepszy pojedynek roku 2002. 18 października 2003 doznał pierwszej porażki na zawodowych ringach, przegrywając niejednogłośnie w Hamburgu na punkty z meksykaninem Julio Cesarem Gonzalezem i tracąc pas WBO w kat. półciężkiej po dziewięciu latach zwycięstw w mistrzowskich pojedynkach. 26 lutego 2005 przegrał walkę o mistrzostwo świata organizacji WBA w wadze półciężkiej z Francuzem Fabrice Tiozzo, kończąc pojedynek w szóstej rundzie poprzez techniczny nokaut.
1 czerwca 2005 ogłosił zakończenie kariery bokserskiej, zawodowo rozegrał 50 walk, w tym 48 wygranych i dwie przegrane.
| Rok  | Tytuł                                        |
| ---- | -------------------------------------------- |
| 1992 | Mistrzostwo Niemiec (waga półciężka)         |
| 1993 | Mistrz Świata kategorii IBF (waga półciężka) |
| 1994 | Mistrz Świata kategorii WBO (waga półciężka) |
| 1997 | Mistrz Świata kategorii WBO (waga półciężka) |
| 1997 | Mistrz Świata kategorii WBA (waga półciężka) |
| 1997 | Mistrz Świata kategorii IBF (waga półciężka) |
| 2002 | „Champion wszech czasów” federacji WBO       |

### Działalność społeczna i charytatywna

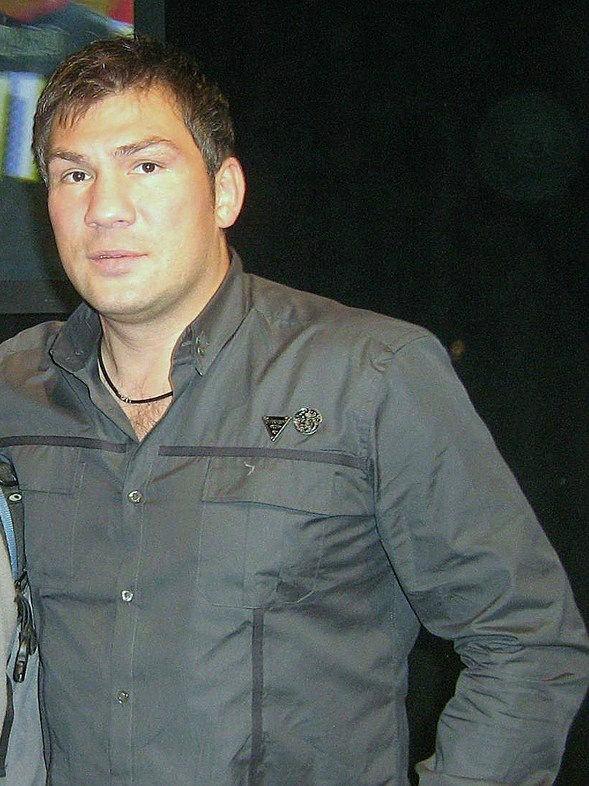
Dariusz Michalczewski (2008)

Zainteresowanie sprawami społecznymi zaowocowało zaangażowaniem boksera w działalność charytatywną – w 2003 założył fundację „Równe Szanse”, której misją jest wspieranie inicjatyw mających na celu wyrównanie szans młodzieży pochodzącej ze środowisk zagrożonych negatywnymi zjawiskami społecznymi. Fundacja wspiera liczne sekcje bokserskie w kilku polskich miastach i obejmuje patronatem imprezy sportowe na terenie kraju.
W 2006 otrzymał Medal Księcia Mściwoja II „za efektywne łączenie sukcesów sportowych z działaniem dla dobra miasta”.
W 2014 poparł Kampanię Przeciw Homofobii i ich akcję „Ramię w ramię po równość” na rzecz wprowadzenia związków partnerskich w Polsce, adopcji dzieci przez pary homoseksualne i walki z homofobią.
Publicznie poparł kandydaturę Bronisława Komorowskiego przed wyborami prezydenckimi w 2015.

### Pozostałe przedsięwzięcia
W 1995 wystąpił w teledysku do piosenki Marka Wahlberga „No Mercy (The Fist of the Tiger)”, która opisywała dzieciństwo Michalczewskiego i jego karierę sportową. W 1997 wziął udział w nagraniu singla zespołu Lady Pank „Niedawno”, a w 1998 wystąpił w filmie Dietera Schlotterbecka Tatort – Bienzle und der Champion.
W latach 90. otworzył „Tiger-Pub” w Gdańsku, następnie uruchomił kolejne filie w Warszawie i Szczecinie. Uważa się za twórcę i właściciela znaku towarowego Tiger Energy Drink, bezalkoholowego napoju energetyzującego. Zyski z posiadania marki przekazuje na działalność Fundacji „Równe Szanse”. Na początku lat 2000. został jednym z głównych udziałowców centrum handlowego Manhattan w Gdańsku.
9 listopada 2002 wystąpił wspólnie z Janem Borysewiczem na koncercie zespołu Scorpions, śpiewając najpierw utwór „Zawsze tam, gdzie ty” z repertuaru Lady Pank, a następnie „Hurricane” razem ze Scorpions. W 2004 nakładem wydawnictwa Prószyński i S-ka ukazała się autobiografia Michalczewskiego pt. „Dariusz Michalczewski – Silniejszy niż strach. Moje życie”. Również w 2004 otworzył sieć klubów fitness „Tiger Gym”. W 2005 zagrał gościnnie w serialu Sąsiedzi. Wiosną 2006 uczestniczył w programie rozrywkowym Polsatu Show!Time.
W 2015 nakładem wydawnictwa Agora wydana została kolejna książka autobiograficzna boksera pt. „Tiger. Bez cenzury”, będąca wywiadem-rzeką przeprowadzonym ze sportowcem przez Macieja Drzewickiego i Grzegorza Kubickiego.
W 2024 wystąpił w teledysku do coveru utworu „Bezdroża” Sylwii Grzeszczak autorstwa Katarzyny Zarkesh.

## Rezultaty w boksie
| 50 walk               | 48 wygranych | 2 przegrane |
| --------------------- | ------------ | ----------- |
| Przez nokaut          | 38           | 1           |
| Przez decyzję         | 7            | 1           |
| Przez dyskwalifikacje | 3            | 0           |

Legenda:
- DQ – dyskwalifikacja
- KO – nokaut
- MD – decyzja większości sędziów
- NC – uznane za nieodbyte
- PTS – walka zakończona na punkty
- RSC – walka zatrzymana przez sędziego
- RSCO – walka zatrzymana przez sędziego z powodu zdeklasowania przeciwnika
- RTD – techniczna decyzja sędziów
- SD- niejednogłośna decyzja sędziów
- TKO – techniczny nokaut
- UD – jednogłośna decyzja sędziów
- WO – walkower

| Walka | Rezultat | Rekord | Przeciwnik                 | Typ | Runda, czas   | Data                 | Lokalizacja                                       | Uwagi                                                                                        |
| ----- | -------- | ------ | -------------------------- | --- | ------------- | -------------------- | ------------------------------------------------- | -------------------------------------------------------------------------------------------- |
| 50    | Porażka  | 48–2   | Fabrice Tiozzo             | TKO | 6 (12), 2:05  | 26 lutego 2005       | Color Line Arena, Hamburg, Niemcy                 | Utracił pas WBA w wadze półciężkiej.                                                         |
| 49    | Porażka  | 48–1   | Julio César González       | SD  | 12            | 18 października 2003 | Color Line Arena, Hamburg, Niemcy                 | Utracił pas WBO i liniowy w wadze półciężkiej.                                               |
| 48    | Wygrana  | 48–0   | Derrick Harmon             | KO  | 9 (12)        | 29 marca 2003        | Color Line Arena, Hamburg, Niemcy                 | Obronił pas WBO i liniowy w wadze półciężkiej.                                               |
| 47    | Wygrana  | 47–0   | Richard Hall               | TKO | 10 (12)       | 14 września 2002     | Volkswagen Halle, Brunszwik, Niemcy               | Obronił pas WBO i liniowy w wadze półciężkiej.                                               |
| 46    | Wygrana  | 46–0   | Joey DeGrandis             | KO  | 2 (12)        | 20 kwietnia 2002     | Hala Olivia, Gdańsk, Polska                       | Obronił pas WBO i liniowy w wadze półciężkiej.                                               |
| 45    | Wygrana  | 45–0   | Richard Hall               | TKO | 11 (12), 1:50 | 15 grudnia 2001      | Estrel Hotel, Berlin, Niemcy                      | Obronił pas WBO i liniowy w wadze półciężkiej.                                               |
| 44    | Wygrana  | 44–0   | Alejandro Lakatos          | KO  | 9 (12), 1:35  | 5 maja 2001          | Volkswagen Halle, Brunszwik, Niemcy               | Obronił pas WBO i liniowy w wadze półciężkiej.                                               |
| 43    | Wygrana  | 43–0   | Ka-Dy King                 | TKO | 7 (12), 0:28  | 16 grudnia 2000      | Grugahalle, Essen, Niemcy                         | Obronił pas WBO i liniowy w wadze półciężkiej.                                               |
| 42    | Wygrana  | 42–0   | Graciano Rocchigiani       | TKO | 10 (12), 3:00 | 15 kwietnia 2000     | Preussag Arena, Hanower, Niemcy                   | Obronił pas WBO i liniowy w wadze półciężkiej.                                               |
| 41    | Wygrana  | 41–0   | Montell Griffin            | TKO | 4 (12), 2:59  | 28 sierpnia 1999     | Stadthalle, Brema, Niemcy                         | Obronił pas WBO i liniowy w wadze półciężkiej.                                               |
| 40    | Wygrana  | 40–0   | Muslim Biarsłanow          | TKO | 7 (12), 1:41  | 3 kwietnia 1999      | Stadthalle, Brema, Niemcy                         | Obronił pas WBO i liniowy w wadze półciężkiej.                                               |
| 39    | Wygrana  | 39–0   | Drake Thadzi               | TKO | 9 (12), 1:45  | 12 grudnia 1998      | Ballsporthalle, Frankfurt, Niemcy                 | Obronił pas WBO i liniowy w wadze półciężkiej.                                               |
| 38    | Wygrana  | 38–0   | Mark Prince                | KO  | 8 (12)        | 19 września 1998     | Arena Oberhausen, Oberhausen, Niemcy              | Obronił pas WBO i liniowy w wadze półciężkiej.                                               |
| 37    | Wygrana  | 37–0   | Andrea Magi                | TKO | 4 (12)        | 20 marca 1998        | Ballsporthalle, Frankfurt, Niemcy                 | Obronił pas WBO i liniowy w wadze półciężkiej.                                               |
| 36    | Wygrana  | 36–0   | Darren Zenner              | RTD | 6 (12), 3:00  | 13 grudnia 1997      | Alsterdorfer Sporthalle, Hamburg, Niemcy          | Obronił pas WBO i liniowy w wadze półciężkiej.                                               |
| 35    | Wygrana  | 35–0   | Nicky Piper                | TKO | 7 (12), 3:00  | 4 października 1997  | Stadionsporthalle, Hanower, Niemcy                | Obronił pas WBO i liniowy w wadze półciężkiej.                                               |
| 34    | Wygrana  | 34–0   | Virgil Hill                | UD  | 12            | 13 czerwca 1997      | Arena Oberhausen, Oberhausen, Niemcy              | Obronił pas WBO w wadze półciężkiej. Zdobył pasy WBA, IBF oraz liniowy w wadze półciężkiej.  |
| 33    | Wygrana  | 33–0   | Christophe Girard          | TKO | 8 (12)        | 13 grudnia 1996      | Stadionsporthalle, Hanower, Niemcy                | Obronił pas WBO w wadze półciężkiej.                                                         |
| 32    | Wygrana  | 32–0   | Graciano Rocchigiani       | DQ  | 7 (12), 3:00  | 10 sierpnia 1996     | Wilhelm-Koch-Stadion, Hamburg, Niemcy             | Obronił pas WBO w wadze półciężkiej. Rocchigiani zdyskwalifikowany za ciosy podczas klinczu. |
| 31    | Wygrana  | 31–0   | Christophe Girard          | UD  | 12            | 8 czerwca 1996       | Sporthalle, Kolonia, Niemcy                       | Obronił pas WBO w wadze półciężkiej.                                                         |
| 30    | Wygrana  | 30–0   | Asluddin Umarow            | TKO | 5 (12), 2:30  | 6 kwietnia 1996      | Stadionsporthalle, Hanower, Niemcy                | Obronił pas WBO w wadze półciężkiej.                                                         |
| 29    | Wygrana  | 29–0   | Philippe Michel            | UD  | 12            | 7 października 1995  | Festhalle, Frankfurt, Niemcy                      | Obronił pas WBO w wadze półciężkiej.                                                         |
| 28    | Wygrana  | 28–0   | Everardo Armenta Jr.       | KO  | 5 (12), 2:59  | 19 sierpnia 1995     | Eisstadion an der Brehmstraße, Düsseldorf, Niemcy | Obronił pas WBO w wadze półciężkiej.                                                         |
| 27    | Wygrana  | 27–0   | Paul Carlo                 | KO  | 4 (12), 2:46  | 20 maja 1995         | Alsterdorfer Sporthalle, Hamburg, Niemcy          | Obronił pas WBO w wadze półciężkiej.                                                         |
| 26    | Wygrana  | 26–0   | Roberto Dominguez          | KO  | 2 (12), 1:05  | 11 marca 1995        | Sporthalle, Kolonia, Niemcy                       | Obronił pas WBO w wadze półciężkiej.                                                         |
| 25    | Wygrana  | 25–0   | Néstor Hipolito Giovannini | KO  | 10 (12), 1:25 | 17 grudnia 1994      | Alsterdorfer Sporthalle, Hamburg, Niemcy          | Zdobył pas WBO w wadze junior ciężkiej.                                                      |
| 24    | Wygrana  | 24–0   | Leeonzer Barber            | UD  | 12            | 10 września 1994     | Alsterdorfer Sporthalle, Hamburg, Niemcy          | Zdobył pas WBO w wadze półciężkiej.                                                          |
| 23    | Wygrana  | 23–0   | Melvin Wynn                | KO  | 2, 3:05       | 28 maja 1994         | Tivoli Eissporthalle, Akwizgran, Niemcy           |                                                                                              |
| 22    | Wygrana  | 22–0   | David Davis                | KO  | 7 (10)        | 23 kwietnia 1994     | Sporthalle Bildungszentrum, Halle, Niemcy         |                                                                                              |
| 21    | Wygrana  | 21–0   | David Vedder               | DQ  | 1             | 19 lutego 1994       | Sporthalle Wandsbek, Hamburg, Niemcy              |                                                                                              |
| 20    | Wygrana  | 20–0   | Sergio Daniel Merani       | TD  | 9 (12)        | 20 listopada 1993    | Alsterdorfer Sporthalle, Hamburg, Niemcy          | Obronił pas IBF Inter-Continental w wadze półcięzkiej.                                       |
| 19    | Wygrana  | 19–0   | Mwehu Beya                 | PTS | 12            | 11 września 1993     | Tivoli Eissporthalle, Akwizgran, Niemcy           | Obronił pas IBF Inter-Continental w wadze półcięzkiej.                                       |
| 18    | Wygrana  | 18–0   | Juan Alberto Barrero       | KO  | 5 (10)        | 26 czerwca 1993      | Alsterdorfer Sporthalle, Hamburg, Niemcy          |                                                                                              |
| 17    | Wygrana  | 17–0   | Noel Magee                 | TKO | 8 (12)        | 22 maja 1993         | Tivoli Eissporthalle, Akwizgran, Niemcy           | Zdobył zawakowany pas IBF Inter-Continental w wadze półcięzkiej.                             |
| 16    | Wygrana  | 16–0   | Pat Alley                  | KO  | 4             | 3 kwietnia 1993      | Sporthalle Wandsbek, Hamburg, Niemcy              |                                                                                              |
| 15    | Wygrana  | 15–0   | Ali Saidi                  | KO  | 10 (10)       | 13 lutego 1993       | Alsterdorfer Sporthalle, Hamburg, Niemcy          | Zdobył niemiecki międzynarodowy pas w wadze półciężkiej.                                     |
| 14    | Wygrana  | 14–0   | Willie McDonald            | KO  | 2 (8)         | 12 stycznia 1993     | Saaltheater Geulen, Akwizgran, Niemcy             |                                                                                              |
| 13    | Wygrana  | 13–0   | Mike Peak                  | PTS | 8             | 8 grudnia 1992       | Legiencenter, Hamburg, Niemcy                     |                                                                                              |
| 12    | Wygrana  | 12–0   | Keith Williams             | TKO | 2             | 17 listopada 1992    | Holstentorhalle, Lubeka, Niemcy                   |                                                                                              |
| 11    | Wygrana  | 11–0   | Cecil Simms                | KO  | 2             | 7 listopada 1992     | Sporthalle, Kolonia, Niemcy                       |                                                                                              |
| 10    | Wygrana  | 10–0   | Steve McCarthy             | DQ  | 3 (10), 2:59  | 29 października 1992 | Legiencenter, Hamburg, Niemcy                     | McCarthy zdyskwalifikowany za celowe uderzenie głową.                                        |
| 9     | Wygrana  | 9–0    | Sylvester White            | TKO | 5             | 28 sierpnia 1992     | Tivoli Eissporthalle, Akwizgran, Niemcy           |                                                                                              |
| 8     | Wygrana  | 8–0    | Richard Bustin             | KO  | 4 (8)         | 27 czerwca 1992      | Hotel, Quinta do Lago, Portugalia                 |                                                                                              |
| 7     | Wygrana  | 7–0    | Terrence Wright            | TKO | 2             | 22 maja 1992         | Dinslaken, Niemcy                                 |                                                                                              |
| 6     | Wygrana  | 6–0    | Robert Johnson             | TKO | 2 (8), 2:41   | 4 kwietnia 1992      | Düsseldorf, Niemcy                                |                                                                                              |
| 5     | Wygrana  | 5–0    | Sean Mannion               | TKO | 3             | 21 lutego 1992       | Legiencenter, Hamburg, Niemcy                     |                                                                                              |
| 4     | Wygrana  | 4–0    | Yves Monsieur              | TKO | 4 (8)         | 28 stycznia 1992     | Legiencenter, Hamburg, Niemcy                     |                                                                                              |
| 3     | Wygrana  | 3–0    | Zoltán Habda               | TKO | 2 (6)         | 10 stycznia 1992     | Saaltheater Geulen, Akwizgran, Niemcy             |                                                                                              |
| 2     | Wygrana  | 2–0    | Peter Cenki                | TKO | 2             | 15 października 1991 | Legiencenter, Hamburg, Niemcy                     |                                                                                              |
| 1     | Wygrana  | 1–0    | Frederic Porter            | TKO | 2             | 16 września 1991     | Legiencenter, Hamburg, Niemcy                     |                                                                                              |

## Życie prywatne
Jego pierwszą żoną była Dorota Chwaszczyńska (ur. 1968), z którą ożenił się 17 października 1987, po czym rozwiódł w lipcu 1991. 19 marca 1995 ponownie się pobrali, a 30 listopada 2004 wzięli kolejny rozwód. Mają dwóch synów: Michała (ur. 1987) i Nicolasa (ur. 1991).
W latach 2006–2008 jego żoną była Patrycja Ossowska (ur. 1972), z którą spotykał się od 2000. W kwietniu 2009 ożenił się z Barbarą Imos (ur. 1980), z którą ma syna Dariusza (ur. 2009) i córkę Nel (ur. 2015).

## Filmografia
- 1998: Tatort – Bienzle und der Champion
- 1999: Modern Talking 1998/1999
- 2004: Der Tag der Ehre – Entscheidung im Boxring
- 2005: Sąsiedzi
- 2006: Tiger
- 2007: Nie ma takiego numeru

## Udział w telewizyjnych programach rozrywkowych (wybór)
- 2003: Jak łyse konie w TVN
- 2004: Rozmowy w toku w TVN
- 2005: Mamy Cię! w TVN
- 2006: Szymon Majewski Show w TVN
- 2007: Dzień kangura – Polsat
- 2008: Piotr Bałtroczyk na żywo – Polsat
- 2009: Wojownicy – Polsat Play
- 2009: Szymon Majewski Show w TVN
- 2009: Cribs w MTV[55]
- 2009: Jazda figurowa w TV4
- 2010: On i ona – Polsat
- 2010: Zacisze gwiazd – TVP1
- 2010: Dzień z mistrzem – Orange Sport
- 2010: Grunt to rodzinka – Polsat Café
- 2010: Męski Punkt Widzenia – Polsat Café
- 2011: Paula Flashing Lights – iTV
- 2011: W roli głównej – TVN Style
- 2012: Czempioni w Plusie – Canal+ Sport
- 2012: Prawdę mówiąc – TVP Info
- 2012: Granice kariery – Polsat Play
- 2013: Reporter Polski – TVP2
- 2013: As wywiadu – Sport Klub
- 2013: Kultowe rozmowy – TVP3
- 2014: As wywiadu – Sport Klub
- 2015: Paranienormalni Tonight – TVP2
- 2021: Turbo Kozak – Canal+ Sport

### Programy zagraniczne
- 1998: Die Ulla Kock am Brink Show
- 1999: Die Lotto-Show
- 1999: Ein Herz für Kinder
- 2000–2005: NDR Talk Show
- 2001: Klinikum Berlin Mitte – Leben in Bereitschaft
- 2003: Rent-a-Pocher
- 2003: Das aktuelle Sportstudio
- 2003: Menschen bei Maischberger
- 2005–2008: Die Johannes B. Kerner Show
- 2005: TV total (odc. Wok-WM #3)
- 2005: Rent-a-Pocher
- 2006: Pochers WM-Countdown
- 2006: Panda, Gorilla & Co.
- 2007: Entern oder Kentern
- 2007: TV total (odc. McFit Fight Night)
- 2008: TV total (odc. Autoball Europameisterschaft)
- 2014: Markus Lanz

### Teledyski
- 1995: „No Mercy” – Marky Mark[56]
- 2012: „So Wat U Wonna Do?” – DOD (Kaszalot, Zawodnik) feat. Hurragun Crew (Wojtas, Sensi, Tytson) & Liroy
- 2024: "Bezdroża" Sylwia Grzeszczak cover – Katarzyna Zarkesh